# Dysaphis brachycyclica
Dysaphis brachycyclica är en insektsart. Dysaphis brachycyclica ingår i släktet Dysaphis och familjen långrörsbladlöss. Inga underarter finns listade i Catalogue of Life.